# Штеффен Кречманн
Штеффен Кречманн (нім. Steffen Kretschmann; 6 червня 1980, Кетен, Саксонія-Ангальт) — німецький боксер, призер чемпіонатів світу серед аматорів.

## Аматорська кар'єра
1997 року на молодіжному чемпіонаті Європи Штеффен Кречманн зайняв друге місце в категорії до 81 кг, програвши у фіналі нокаутом В'ячеславу Узелкову (Україна).
1998 року на молодіжному чемпіонаті світу в категорії до 91 кг вибув з боротьби за медалі після поразки від Одланьєра Соліса (Куба).

### Чемпіонат світу 1999
- В 1/8 фіналу переміг Квамена Турксона (Швеція) — 7-3
- У чвертьфіналі переміг Романа Куклінса (Латвія) — 10-0
- У півфіналі програв Майклу Беннету (США) — AB 2

### Чемпіонат світу 2003
- В 1/8 фіналу переміг Мухаммеда Ель-Саєд (Єгипет) —  RSC
- У чвертьфіналі переміг Сергія Михайлова (Узбекистан) — 35-30
- У півфіналі програв Олександру Алексєєву (Росія) — RSCO 3

## Професіональна кар'єра
2006 року перейшов до професійного боксу і впродовж 2006—2014 років провів 22 боя, зазнавши в них дві поразки (обидві — від росіянина Дениса Бахтова).